# 誰よりも君を愛す!
誰よりも君を愛す!（タレよりもきみをあいす）は、2011年4月17日の16:05 - 17:20（JST）にフジテレビ系列で放送されたテレビ静岡制作の日本のテレビドラマ。主演は高橋克実と長澤まさみ。
視聴率5.0%。

## 解説
テレビ静岡が開局以来、初制作したドラマであり、制作局のテレビ静岡のみ同日（2011年4月17日）の16:00 - 17:20に5分前倒しで放送された。
うなぎパイ生誕50周年を記念した『うなぎパイ ドラマスペシャル』として、静岡県に本社を置くうなぎパイを製造・販売している有限会社春華堂の1社提供で放送された。
番組中のCMは、通常のうなぎパイのCMに加え、うなぎパイにまつわるエピソード（キャッチフレーズ「夜のお菓子」の由来や「うなぎパウダー」が生地に練り込まれていること）を春風亭昇太が紹介するミニ番組的な内容をしていた。
野外撮影では、2011年2月18日、JR東日本企画のロケーションサービスによって、小山駅が利用された。

## ストーリー
全国有数のうなぎの名産地、静岡県浜松市の老舗うなぎ屋「宇那木」（うなき）を舞台に、職人気質で頑固な大将・幸平と、店の職人と駆け落ちして勘当された娘・華子の親子の絆の再生を描いたホームコメディ。
『文七元結』をはじめとする古典落語をベースにしたオリジナルストーリーである。

## キャスト
- 宇那木幸平：高橋克実
- 佐久間華子：長澤まさみ
- 宇那木春江：浅田美代子
- 宇那木春平：西島隆弘（AAA）
- 佐久間五郎：柄本佑
- マヤ：峯村リエ
- マスター：でんでん
- 佐久間亀吉：田中奏生（子役）
- フジコ：ベネ
- パーマのおばさん：増田汎子
- TVの声：木村英里（テレビ静岡アナウンサー）
- 館長：斉木しげる
- 工場長：なべおさみ
- 春風亭昇太：春風亭昇太
- 宇那木長兵衛：ミッキー・カーチス
- 宇那木崎子：淡路恵子  ＊テレビドラマは生前最後の出演となった。

## スタッフ
- 脚本：藤本有紀
- 監督：小林聖太郎
- 撮影：池内義浩
- 照明：原由巳
- 美術：愛甲悦子
- 装飾：龍田哲児
- 編集：菊井貴繁
- スタイリスト：新崎みのり
- スクリプター：森直子
- VFX：金魚事務所（立石勝）
- 鰻調理指導：新東調理士会（湯浅祐司）
- 技術協力：ワイドスタッフ
- 照明協力：APEXⅡ、照太郎
- 美術協力：ポパイアート、アートインプレッション
- 編集・MA：ザ・チューブ
- 美粧：山田かつら
- ロケ協力：浜松市観光交流課、富士市役所、栃木市、小山市、浜松フィルムコミッション、フィルムコミッション富士、とちぎえ～ぞ～支援隊、栃木県フィルムコミッション、東日本旅客鉄道、東海旅客鉄道　ほか
- 協力：春華堂、うなぎパイ本舗
- プロデューサー：新名隆大（テレビ静岡）、秦祐子（ROBOT）
- 制作プロダクション：ROBOT
- 制作著作：テレビ静岡